# 藤沢七福神
藤沢七福神（ふじさわしちふくじん）は、神奈川県藤沢市にある七福神の札所。藤沢市観光協会が「藤沢七福神めぐり」として主催している。
七福神を網羅しているが毘沙門天を祀る札所が2箇所あるため、巡拝する神社・寺は8箇所である。

## 札所の一覧
全て藤沢市内に所在している。なお、一覧説明の地名は住所（藤沢市○○）を示す。
- 皇大神宮（こうだいじんぐう） : 鵠沼神明に所在する神社。恵比寿を祀っている。
- 養命寺（ようめいじ） : 城南に所在する寺。布袋を祀っている。
- 白旗神社（しらはたじんじゃ） : 藤沢に所在する神社。毘沙門天を祀っている。
- 常光寺（じょうこうじ） : 本町に所在する寺。福禄寿を祀っている。
- 諏訪神社 （すわじんじゃ）: 大鋸（遊行寺付近）に所在する神社。大黒天を祀っている。
- 感応院（かんのういん） : 大鋸に所在する寺。寿老人を祀っている。
- 龍口寺（りゅうこうじ） : 片瀬に所在する寺。毘沙門天を祀っている。
- 江島神社（えのしまじんじゃ） : 江の島に所在する神社。弁財天を祀っている。